# Космат кълвач
Косматият кълвач (Leuconotopicus villosus) е вид птица от семейство Кълвачови (Picidae).

## Разпространение
Видът е разпространен в Бахамските острови, Гватемала, Канада, Коста Рика, Мексико, Никарагуа, Панама, Пуерто Рико, Салвадор, Сен Пиер и Микелон, САЩ, Търкс и Кайкос и Хондурас.